# Georges Theunis
Georges Theunis, född 28 februari 1873 i Montagnée närheten av Liège, död 4 januari 1966 i Bryssel, var en belgisk politiker (katolik) och i två omgångar landets premiärminister.
Theunis var först officer och sedan industriidkare i Charleroi. Under första världskriget organiserade han belgiska arméns intendentur; de sista krigsåren och efter freden var han belgisk generalkommissarie i Storbritannien. Han deltog i fredsförhandlingarna i Versailles samt konferenserna i Spa och San Remo samt var 1919-1920 medlem av skadeståndskommissionen.
I Henri Carton de Wiarts ministär blev han finansminister 20 november 1920 och kvarstod som sådan till 14 december 1921, då han själv som premiärminister bildade en katolsk-liberal koalitionsministär. Theunis företrädde en franskvänlig politik och genomdrev Belgiens deltagande i Ruhrockupationen 1923. Språkstriden mellan flamländare och valloner om universitetet i Gent, i vilken han personligen intog en neutral ställning, tvingade honom att i juni 1923 rekonstruera kabinettet. Frågan om en tullöverenskommelse med Frankrike gjorde i mars 1924 en ytterligare rekonstruktion av ministären nödvändig. Theunis deltog i Londonkonferensen om Dawesplanen 1924 och var delegerad i Nationernas förbunds församling samma år. Parlamentsvalen våren 1925 ledde till seger för socialisterna, och ministären Theunis avgick 9 maj samma år.
Han var premiärminister i en andra omgång 20 november 1934-25 mars 1935, i en kortlivad regering som hade att hantera en pågående ekonomisk kris och som för detta använde sig av experter från bankvärlden.

## Utmärkelser
- Kommendör med stora korset av Vasaorden,  1923[5]
- Storkorset av Nederländska Lejonorden,  19 april 1925[6]
- Statsminister i Belgien[4]
- Storkors av Afrikanska stjärnans orden
- Storkors av Leopoldorden
- Storkorset av Ekkronans orden
- Storkors av Kronorden
- Riddare med storkors av Sankt Mikaels och Sankt Georgsorden
- Storkors av Hederslegionen

[Redigera Wikidata]